# Wolfgang Otto (SS-Mitglied)

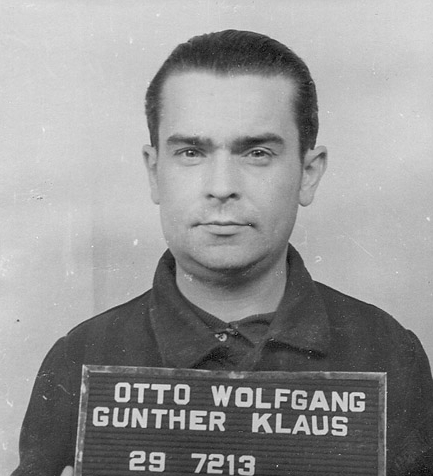
Wolfgang Otto im April 1947

Wolfgang Gunther Klaus Otto (* 23. August 1911 in Kattowitz; † 26. November 1989 in Geldern) war ein deutscher Stabsscharführer der Waffen-SS und als Leiter der Kommandanturschreibstube im KZ Buchenwald eingesetzt.

## Leben
Wolfgang Otto wuchs im Kattowitzer Stadtteil Eichenau auf und wurde streng katholisch erzogen. Nach der erfolgreichen Beendigung seiner Schulzeit ergriff Otto den Beruf des Lehrers und unterrichtete nach dem 1936 bestandenen ersten Lehramtsexamen ab 1937 an einer normalen zweizügigen Volksschule. Otto, seit 1933 Mitglied der allgemeinen SS, wurde Angehöriger der motorisierten SS. Am 1. Juli 1937 beantragte er die Aufnahme in die NSDAP und wurde rückwirkend zum 1. Mai desselben Jahres aufgenommen (Mitgliedsnummer 4.741.482).

## Tätigkeit im KZ Buchenwald
Am 1. September 1939, dem Beginn des Zweiten Weltkrieges, wurde Otto zur Waffen-SS einberufen und im KZ Buchenwald eingesetzt. Dort legte er als Schulungsleiter junger SS-Reservisten auch sein zweites Lehramtsexamen ab. Zunächst verrichtete er als Angehöriger des SS-Totenkopf-Sturmbannes Buchenwald Wachaufgaben. Von Sommer 1941 bis zum November 1941 fungierte er als Rechnungsführer und anschließend als Schreiber in der Lagerkommandantur bis zum Sommer 1943. Danach wurde er „Spieß“ der Lagerkommandantur und leitete die Kommandanturschreibstube bis zum 11. April 1945.
Otto war Leiter des Kommandos 99, des Exekutionskommandos des Konzentrationslagers, und war als „Spieß“ der Lagerkommandantur bei den offiziellen Hinrichtungen anwesend. Achtmal nahm er als Schütze an Hinrichtungen ausländischer Agenten teil, führte bei 35 Erhängungen das Protokoll und war auch Teilnehmer des Hinrichtungskommandos, das den ersten Lagerkommandanten von Buchenwald Karl Otto Koch am 5. April 1945 erschoss. Während der Exekutionen drehte Otto das Radio lauter, um die Schussgeräusche zu übertönen. Seine Aufgabe war es, für die Terminierung, Einhaltung, Spurenverwischung und Sicherstellung eines reibungslosen Ablaufes der Exekutionen zu sorgen. Zudem kümmerte er sich um Zigaretten, Kaffee und Würstchen für die Angehörigen des Exekutionskommandos nach dem Vollzug der Hinrichtungen.

Otto, der bei den Erhängungen Protokoll führte, sagte über das Prozedere während des Krefelder Thälmannprozesses 1985 folgendes aus:

„Dabei habe ich zunächst die Personalien des zu Erhängenden feststellen müssen, indem ich aus den Unterlagen den Namen vorlas und jeweils fragte, ob der zu Erhängende das war. Der Betreffende gab entweder durch Zeichen oder durch einen verständlichen Laut bekannt, daß er das war.“

 Zu den Hinrichtungen an Wandhaken im Keller des Krematoriums erklärte Otto:

„Dieser Anblick war noch weniger ästhetisch als der einer Hinrichtung durch Strick und Falltreppe.“

 Die Häftlinge „wurden nämlich hochgehoben, ihnen dann der Strick um den Hals gelegt und kamen so am Haken hängend zu Tode“.

## Nach dem Krieg
Nach Kriegsende wurde Otto verhaftet und im Rahmen der Dachauer Prozesse im Buchenwald-Hauptprozess mit 30 weiteren Beschuldigten angeklagt. Am 14. August 1947 wurde Otto wegen Mithilfe und Teilnahme an den Gewaltverbrechen im KZ Buchenwald zu 20 Jahren Haft verurteilt, die später auf zehn Jahre Haft reduziert wurden.
Während der Haft im Kriegsverbrechergefängnis Landsberg betätigte sich Otto als liturgisch geschulter Organist bei den Gefängnisgottesdiensten. Otto wurde am 6. März 1952 wegen guter Führung vorzeitig aus dem Kriegsverbrechergefängnis Landsberg entlassen. Er verfügte über mehrere Persilscheine, beispielsweise hatte er 1947 von dem ehemaligen Buchenwaldhäftling Léon Blum einen aufgrund seiner Verbindungstätigkeit zwischen dem Lagerkommandanten und den Häftlingen erhalten. Otto bewarb sich als Lehrer in Nordrhein-Westfalen und erhielt 1954 aufgrund seiner Persilscheine, trotz seiner Tätigkeit in Buchenwald, eine Lehramtsstelle an der katholischen Volksschule in Goch nahe Kleve. Otto, der auch das Fach Religion unterrichtete, wechselte 1959 an eine ebenfalls katholische Volksschule nach Geldern. Auch dem dortigen Schulrat verschwieg er seine Vergangenheit nicht, schönte sie jedoch, indem er vorgab, in Buchenwald nur Schreibarbeiten und Rechnungsführung verrichtet zu haben. Am 1. Juni 1962 wurde Otto mit sofortiger Wirkung die Ausübung seiner Dienstgeschäfte untersagt, und zwar weil bekannt geworden war, dass es gegen ihn Anschuldigungen im Zusammenhang mit Verbrechen in Buchenwald gibt. Otto erhielt in der Folge eine lebenslange Pension über monatlich 1.700 DM, die er sich über eine Klage gegen das Kultusministerium in Nordrhein-Westfalen vor dem Verwaltungsgericht mittels Vergleich erstritt.

## Prozesse
Von der bundesdeutschen Justiz wurde gegen Otto ab 1959 ermittelt. Die „Zentralstelle Nordrhein-Westfalen zur Verfolgung von KZ-Massenverbrechen“ bei der Staatsanwaltschaft Köln sah im Dezember 1961 von dem Erlass eines Haftbefehls ab, da aufgrund des Überleitungsvertrages, den die Alliierten mit der Bundesrepublik Deutschland geschlossen hatten, nur noch Taten an deutschen KZ-Häftlingen strafrechtlich verfolgt werden konnten. Namentlich festgestellt werden konnte von keinem einzigen deutschen Häftling, dass er von Otto exekutiert worden wäre, und zudem waren die Verbrechen an alliierten Häftlingen schon im Buchenwald-Hauptprozess abgeurteilt worden.
Der ehemalige Buchenwaldhäftling Marian Zgoda aus Polen hatte bereits 1947 in einem über das Deutschlandradio ausgestrahlten Bericht die Ermordung des KPD-Vorsitzenden Ernst Thälmann am 18. August 1944 im KZ Buchenwald in Zusammenhang mit einer Täterschaft Wolfgang Ottos gebracht. Mit dieser Erklärung wurde über Ludwig Landwehr, den Vorsitzenden der Vereinigung der Verfolgten des Naziregimes in Niedersachsen, 1962 eine Kampagne in der DDR aufgrund Ottos Täterschaft entfacht. In der Folge erstattete die in Ost-Berlin lebende Witwe Thälmanns, Rosa Thälmann, über ihren Anwalt Friedrich Karl Kaul in Geldern eine Strafanzeige gegen Otto wegen Beihilfe zum Mord. Ab 1962 wurden in den folgenden 25 Jahren insgesamt sieben Ermittlungsverfahren gegen Otto angestrengt und aufgrund von Beweismangel und einmal wegen Verjährung wieder eingestellt. Den Auslieferungsgesuchen der DDR wurde seitens der Bundesrepublik Deutschland nicht stattgegeben. Die Tochter Thälmanns, Irma Gabel-Thälmann, stellte über ihren Anwalt Heinrich Hannover am 24. Februar 1982 einen Klageerzwingungsantrag vor dem Oberlandesgericht Köln, der in der Folge 1985 zu einem Hauptverfahren vor dem Landgericht Krefeld führte, das am 15. Mai 1986 mit der Verurteilung Ottos, der eine Tatbeteiligung bestritten hatte, zu vier Jahren Haft wegen Beihilfe zum Mord endete. Der Bundesgerichtshof gab am 25. März 1987 jedoch einem Revisionsantrag statt und hob das Urteil auf. Vor dem Landgericht Düsseldorf erging schließlich am 29. August 1988 der Freispruch für Otto. Die genauen Umstände des Thälmann-Mordes konnten trotz Zeugenaussagen nie zweifelsfrei geklärt werden. Wolfgang Otto starb im November 1989 in Geldern.